# Хјадјељ
Хјадјељ (слч. Hiadeľ) насељено је мјесто са административним статусом сеоске општине (слч. obec) у округу Банска Бистрица, у Банскобистричком крају, Словачка Република.

## Становништво
| Година:    | 1994. | 2004.   | 2014.   | 2024.   |
| ---------- | ----- | ------- | ------- | ------- |
| Број људи: | 576   | 534     | 521     | 490     |
| Разлика:   |       | -7,29 % | -2,43 % | -5,95 % |

| Година:    | 2023. | 2024.   |
| ---------- | ----- | ------- |
| Број људи: | 507   | 490     |
| Разлика:   |       | -3,35 % |

Према подацима о броју становника из 2011. године насеље је имало 517 становника.